# Montcornet, Ardennes

Montcornet este o comună în departamentul Ardennes din nordul Franței. În 1 ianuarie 2022 avea o populație de 299 de locuitori.